# Торриш-Новаш
То́рриш-Но́ваш (порт.  Torres Novas; [toʁɨʃ 'nɔvɐʃ]) — город в Португалии, центр одноимённого муниципалитета в составе округа Сантарен. Численность населения — 14,9 тыс. жителей (город), 36,9 тыс. жителей (муниципалитет). Город и муниципалитет входит в экономико-статистический регион Центральный регион и субрегион Медиу-Тежу. По старому административному делению входил в провинцию Рибатежу.

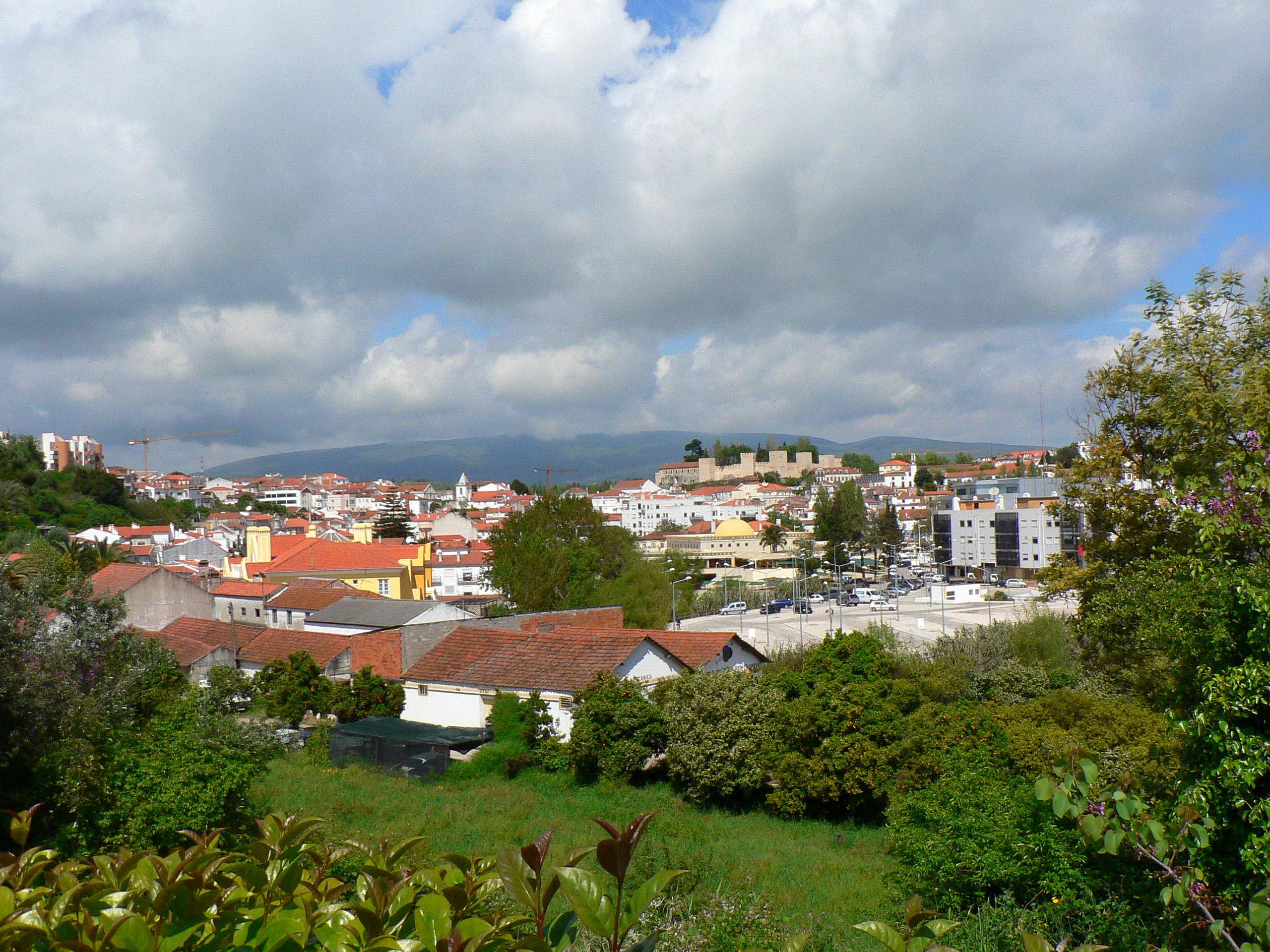
Вид города

Покровителем города считается Иисус Христос (порт. Cristo).
Близ города Торриш-Новаш в одной из пещер карстовой системы Альмонда Грута де Ароейра (Aroeira cave) или Галерия Песада найден череп представителя вида Homo heidelbergensis, возраст которого оценивается в 390—436 тыс. лет, а также клык и моляр.

## Расположение
Город расположен в 31 км севернее города Сантарен.
Муниципалитет граничит:
- на северо-востоке — муниципалитет Керен
- на востоке — муниципалитеты Томар, Вила-Нова-да-Баркинья, Энтронкаменту
- на юго-востоке — муниципалитет Голеган
- на юге — муниципалитет Сантарен
- на западе — муниципалитет Алканена

## Население
| Население муниципалитета Торриш-Новаш (1801—2004) | Население муниципалитета Торриш-Новаш (1801—2004) | Население муниципалитета Торриш-Новаш (1801—2004) | Население муниципалитета Торриш-Новаш (1801—2004) | Население муниципалитета Торриш-Новаш (1801—2004) | Население муниципалитета Торриш-Новаш (1801—2004) | Население муниципалитета Торриш-Новаш (1801—2004) | Население муниципалитета Торриш-Новаш (1801—2004) | Население муниципалитета Торриш-Новаш (1801—2004) |
| ------------------------------------------------- | ------------------------------------------------- | ------------------------------------------------- | ------------------------------------------------- | ------------------------------------------------- | ------------------------------------------------- | ------------------------------------------------- | ------------------------------------------------- | ------------------------------------------------- |
| 1801                                              | 1849                                              | 1900                                              | 1930                                              | 1960                                              | 1981                                              | 1991                                              | 2001                                              | 2004                                              |
| 16 494                                            | 16 002                                            | 35 460                                            | 33 892                                            | 36 732                                            | 37 399                                            | 37 692                                            | 36 908                                            | 37 155                                            |

## История
Город основан в 1190 году.

## Районы
В муниципалитет входят следующие районы:
1. Алкорошел
2. Ассентиш
3. Брогейра
4. Шанселария
5. Лапаш
6. Мейя-Виа
7. Олайа
8. Парсейруш-де-Игрежа
9. Пасу
10. Педроган
11. Риашуш
12. Рибейра-Бранка
13. Салвадор
14. Санта-Мария
15. Сантьягу
16. Сан-Педру
17. Зибрейра